# Грдзелидзе, Шалва Сардионович
Шалва Сардионович Грдзелидзе (22 июня 1905 года, село Читахеви, Ахалцихский уезд, Тифлисская губерния, Российская империя — неизвестно, Грузинская ССР) — старший агроном Очхамурского совхоза имени Сталина Министерства сельского хозяйства СССР, Кобулетский район, Аджарская АССР, Грузинская ССР. Герой Социалистического Труда (1951).

## Биография
Родился в 1905 году в крестьянской семье в селе Читахеви Ахалцихского уезда (сегодня — Ниноцминдский муниципалитет). Окончил местную начальную школу. В последующем получил высшее сельскохозяйственное образование. Трудился на различных должностях в сельском хозяйстве Грузинской ССР. За выдающиеся трудовые достижения в годы Великой Отечественной войны был награждён боевой медалью «За оборону Кавказа». С 1946 года — старший агроном Очхамурского совхоза, директором которого был Иван Самсонович Путуридзе.
Применял передовые агротехнические методы, в результате которых совхоз за годы Четвёртой пятилетки (1946—1950) достиг довоенного уровня производства. За высокие показатели по сдаче государству чайного листа по итогам работы совхоза в 1948 и 1949 годах дважды награждался Орденом Ленина. В 1950 году совхоз сдал в среднем с каждого гектара по 4029 килограммов чайного листа с площади 500 гектаров. Указом Президиума Верховного Совета СССР от 27 июля 1951 года удостоен звания Героя Социалистического Труда за «получение в 1950 году высоких урожаев сортового зелёного чайного листа» с вручением ордена Ленина и золотой медали «Серп и Молот» (№ 6627).
Этим же указом званием Героя Социалистического Труда были награждены директор совхоза Иван Самсонович Путуридзе, заведующий отделением Александр Дмитриевич Имнаишвили, рабочие Зоя Васильевна Зоркина и Елена Савельевна Плахотникова.
Трудился старшим агрономом в Очхамурском совхоза до 1956 года. Его преемником стал Владимир Евсеевич Квачадзе.
С 1968 года — персональный пенсионер союзного значения. Дата смерти не установлена.

## Награды
- Герой Социалистического Труда
- Орден Ленина — трижды (05.07.1949; 31.07.1950; 1951)
- Медаль «За оборону Кавказа» (01.05.1944)
- Медали ВСХВ.